# Catedral de St. Andrews
La Catedral de Saint Andrews, la mayor de toda Escocia y, aunque en la actualidad solo quedan en pie sus ruinas, puede deducirse por su grandiosidad la enorme pujanza que debió tener durante su época de mayor esplendor.

## Historia
Sus orígenes se remontan hasta el año 742, cuando las reliquias del apóstol San Andrés (Saint Andrews), luego patrón de Escocia, llegaron a esas tierras. Sobre una zona rocosa, justo donde hoy se alzan las ruinas de la catedral, se levantó entonces la iglesia de Saint Mary on the Rocks, la primera de las tres que sucesivamente irían ocupando este lugar.
En 1140 una comunidad de agustinos fundó aquí mismo su propia iglesia (iglesia de Saint Rules), cuya alta torre cuadrada y aislada aún se conserva y usa como mirador de todo este lugar privilegiado sobre la costa escocesa. Finalmente, sería ya en el año 1160 cuando el Obispo de Saint Andrews promovió la construcción de una gran catedral, cuyas ruinas son las que hoy podemos ver.
Su construcción se llevó a cabo a lo largo de 158 años, siendo finalmente consagrada en 1318. A partir de ahí su historia fue muy agitada, pasando por numerosas vicisitudes.
Así, en 1270 y, por tanto, antes de su terminación, su costado oeste fue destruido por los efectos de una galerna. Posteriormente sufrió un importante incendio en 1378, lo que obligó a su reconstrucción; y más adelante, en 1409 otra tormenta acabó con el lado sur; como se ve, tormentas y vendavales que le efectaron muy directamente debido a su posición directa frente a la costa abierta, en un paraje agreste y muy expuesto a las inclemencias naturales.
Pero además la catedral de Saint Andrews fue víctima de los turbulentos momentos vividos en Escocia durante el siglo XVI con motivo de la Reforma Protestante y la dura reacción del presbítero John Knox, lo que dio lugar a que fuera semiderruida. Tras un tiempo en el que se dudó sobre la posibilidad de su reconstrucción, poco a poco sus piedras se fueron utilizando para distintas obras civiles en la propia localidad de Saint Andrews.
Así, de aquella catedral hoy solo queda una gran explanada con algunos muros en pie, uno de los testeros frontales casi completo con sus dos altas torres a los lados, y parte de lo que fue su claustro, de estilo gótico.
Gran parte del terreno se encuentra ocupado por un enorme cementerio, donde antiguas tumbas de distintos tamaños y categorías se distribuyen libremente por doquier, dando lugar a un escenario impresionante que evoca la grandiosidad de esta catedral, en su día la más grande de Escocia. La torre cuadrada de la antigua iglesia de Saint Rule se conserva en relativo buen estado y es visitable, con unas vistas espectaculares desde su parte superior, tanto del acantilado y la costa, como de las propias ruinas de la catedral, de las ruinas del cercano castillo, o de la actual localidad de Saint Andrews.
- Datos: Q2361738
- Multimedia: St Andrew's Cathedral, St Andrews / Q2361738